# Marquartsurfar
Marquartsurfar (auch: Marquardsurfahr oder Marquartsufer) ist ein abgekommener Ort nahe Donaudorf in Niederösterreich.

## Geschichte
Das bayerische Kloster Mallersdorf besaß hier seit 1134 fünf Weingärten. Die ursprünglich zur Pfarre Krems gehörende Martinskirche wurde in der zweiten Hälfte des 12. Jahrhunderts an das Kloster St. Georgen an der Traisen übertragen. Marquartsurfar wurde als eigene Pfarre aus der Pfarre Krems herausgelöst. Die Kirche muss im Jahr 1335 durch ein Donauhochwasser derart beeinträchtigt worden sein, dass danach in Haitzendorf eine neue Kirche gebaut werden musste. Im heutigen Donaudorf befindet sich eine Lacke, von der gesagt wird, dass an ihrer Stelle die verschwundene Pfarrkirche von Marquardsurfar gestanden sei.